# Huntingtin
Bei Huntingtin handelt es sich um ein Gen mit Symbol HTT, HD (für Huntington disease) oder IT15 (für interesting transcript 15), das für das gleichnamige Protein kodiert. Dieses Protein bindet an viele Transkriptionsfaktoren und beeinflusst somit die Transkription. Mutationen dieses Gens und damit des Proteins werden für die Entstehung der Polyglutaminerkrankung Chorea Huntington verantwortlich gemacht.

## Expression und Struktur
Das Huntingtin-Gen (HD) ist mit 180 kb relativ groß und umfasst 67 Exons, deren Größe zwischen 48 und 341 Basenpaaren (Durchschnitt: 138) schwankt. Es wird in allen Geweben exprimiert, am meisten jedoch im Gehirn mit den höchsten Konzentrationen im Kleinhirn, im Neocortex, im Striatum und im Hippocampus. Das gebildete Protein Huntingtin ist das einzige Genprodukt und hat eine Molekülmasse von ungefähr 350 Kilodalton.
Die glutaminreiche (polyQ) N-terminale Domäne des Proteins wird durch wiederholte Basentripletts CAG für Glutamin (Q) codiert, deren drei Nukleotide mehrfach gereiht aufeinanderfolgen (sogenannte trinucleotid repeats). In der Normalbevölkerung liegt die Anzahl solcher Wiederholungen in dem codierenden Sequenzabschnitt bei durchschnittlich 16–20, mit einer Schwankungsbreite zwischen 6 und 35. Bei 36 und mehr Wiederholungen kann die Chorea Huntington als Trinukleotiderkrankung in Erscheinung treten, bei über 40-mal wiederholtem Glutamin wird die Krankheit regelmäßig manifest, bei über 60 Wiederholungen schon in frühem Lebensalter. Mit steigender Anzahl sinkt das Manifestationsalter. Bei PolyQ-Sequenzen zwischen 36 und 39 ist die Penetranz unvollständig, die Krankheitssymptome treten verzögert oder gar nicht auf.
Das homologe Gen (Hdh) bei Mäusen liegt auf Chromosom 5, die codierende Sequenz stimmt zu 86 % mit der menschlichen DNA-Sequenz überein; die Aminosäuresequenz des gebildeten Proteins ist zu 91 % gleich der von Huntingtin beim Menschen. Doch wurden bei der Maus nicht mehr als sieben Wiederholungen der für Glutamin codierenden Tripletts gefunden, auch keine spontane, der Huntingtonschen Chorea gleichende Erkrankung.

## Funktion
Die genaue Funktion von Huntingtin ist unklar, es scheint aber eine wichtige Rolle besonders für die Gehirnzellen und die gesunde, pränatale Entwicklung des Gehirns einzunehmen. Folgende Aufgaben werden dem Huntingtin zugeschrieben: chemische Signaltransduktion, Transportfunktionen, Binden an andere Proteine für verschiedene Aufgaben und Schutz der Zelle vor Apoptose.